# Teresa Tutinas
Teresa Tutinas (* 1. September 1943 in Zdołbunów) ist eine polnische Schlagersängerin.
Ihre größten Erfolge feierte sie in den 1960er Jahren unter anderem auf den Songfestivals in Oppeln und Sopot. Häufig trat sie auch im „sozialistischen Ausland“ auf, so mit dem Titel „Verspiele nicht deine Jugend“ auf dem „Schlagerfestival der Freundschaft“ 1968. Bekannt wurde sie in Polen durch Hits wie „Jak Cię miły zatrzymać“, „Gorzko mi...“, „Na całych jeziorach ty“ (1966, mit einem Text von Agnieszka Osiecka) und „Każdemu wolno kochać“. Seit 1981 lebt sie in Schweden.
| Personendaten    | Personendaten              |
| ---------------- | -------------------------- |
| NAME             | Tutinas, Teresa            |
| KURZBESCHREIBUNG | polnische Schlagersängerin |
| GEBURTSDATUM     | 1. September 1943          |
| GEBURTSORT       | Zdołbunów                  |